# Вальтер, Александр Филиппович
Александр Филиппович Вальтер (8 [20] мая 1898, Царское Село, Санкт-Петербургская губерния — 15 декабря 1941, Волховский район, Ленинградская область) — советский физик. Член-корреспондент Академии наук СССР (1933). Специалист в области электрического пробоя диэлектриков и электрофизики. Репрессирован в 1941 году, реабилитирован посмертно.

## Биография
Родился 20 мая (1 июня) 1898 года в Царском селе в дворянской семье. Отец — Филипп Антонович Вальтер в это время был чиновником Министерства юстиции и доцентом Санкт-Петербургского университета, впоследствии стал профессором Ленинградского университета. Мать — София Александровна Вальтер (1872—1913), дочь известного петербургского ученого А. Д. Градовского, племянница авиастроителя М.В.Шидловского.
Получив в 1916 году среднее образование, поступил на краткосрочные офицерские курсы, которые окончил в начале 1917 года. весной 1917 года был отправлен на Юго-Западный фронт. В декабре 1917 года приехал в отпуск в Петроград и на фронт уже не вернулся; в начале 1918 года демобилизовался в чине подпоручика.
Осенью 1918 года поступил на электромеханический факультет Петроградского политехнического института, однако из-за необходимости зарабатывать себе на жизнь оставил его в начале 1919 года и почти весь год работал учителем в средней школе. В декабре 1919 года был мобилизован в Красную Армию и направлен на Северный фронт, где служил на продовольственном базисном складе армии.
Демобилизовался для продолжения учёбы в 1920 году и, вернувшись в институт, продолжил учёбу на физико-механическом факультете. Ещё во время учёбы на втором курсе, вместе с Ю. Б. Харитоном и В. Н. Кондратьевым, по приглашению Н. Н. Семёнова начал научную работу в лаборатории в Государственном физико-техническом рентгеновском институте (ГФТРИ), создателем и директором которого был А. Ф. Иоффе.
По окончании в 1924 году политехнического института работал до 1935 года в Ленинградском физико-техническом институте и в выделившихся из него Государственной физико-технической лаборатории и |Электрофизическом институте, где он был начальником изоляционного сектора. После ликвидации в 1935 году института был назначен директором лаборатории материалов. В 1933 году А. Ф. Вальтер был избран член-корреспондентом Академии наук СССР; в 1935 году ему было присвоено звание профессора и учёная степень доктора физических наук.
В 1936 году был назначен директором Научно-исследовательской лаборатории материалов (НИИ-34).
Арестован 4 сентября 1941 года органами УНКВД Ленинградской области. Обвинялся по статье 58-6 УК РСФСР (по другим сведениям, по статье 58-1а УК РСФСР; в редакции 1926 года — «Измена родине»). 08 октября 1941 года этапирован из Ленинграда в Томск. Умер на этапе. Точная дата смерти и место захоронения неизвестны. Возможно, похоронен на берегу реки Сясь в Волховском районе Ленинградской области между деревнями Судемье и Подрябинье, вместе с другими заключенными, погибшими на этапе. Дело прекращено за отсутствием состава преступления постановлением следственного отдела УКГБ Ленинградской области от 14 мая 1955 года.
Его сестра, София Филипповна Вальтер (1912/3—1942), погибла в блокаду.

## Научные интересы
Основная научная деятельность А. Ф. Вальтера была связана с изучением физики диэлектриков и электрического пробоя. Его исследования пробоя и электропроводности твердых диэлектриков позволили создать материалы для электроизоляции, нашедшие широкое применение в электротехнике и в оборонной промышленности.